# شيآن إتش-6
شيآن إتش-6 (بالإنجليزية: Xian H-6)‏ ((بالصينية: 轰-6)) هي قاذفة قنابل ونسخة بنيت بترخيص من الطائرة السوفيتية ثنائية المحرك من نوع توبوليف تو-16، بنيت لسلاح جو جيش التحرير الشعبي الصيني.
في عام 1958، بدأ تسليم طراز توبوليف 16 إلى الصين. وفي أواخر عقد 1950، وقعت شركة شيآن لصناعة الطائرات (مجموعة شيان) اتفاق لإنتاج الطائرة بترخيص مع الاتحاد السوفياتي. في عام 1959، طارت أول نسخة صينية من تو-16، أو كما تم تسميتها في الصين «إتش-6». الإنتاج كان يتم في مصنع في شيآن، وتم إنتاج لا يقل عن 150 حتى عقد 1990. ويقدر عدد الطائرات العاملة حالياُ في الصين بنحو 120 طائرة.
الإصدار الأخير هو «إتش -6كيه» (H-6K)، وهي نسخة أعيد تصميمها بشكل كبير وقادر على حمل صواريخ كروز تطلق من الجو. ووفقا لوزارة الدفاع الأمريكية، وهذا سيعطي سلاح جو جيش التحرير الشعبي (PLAAF) قدرة مواجهة هجومية جوية طويلة المدى لاستخدام الذخائر الموجهة بدقة.

## التصميم والتطوير

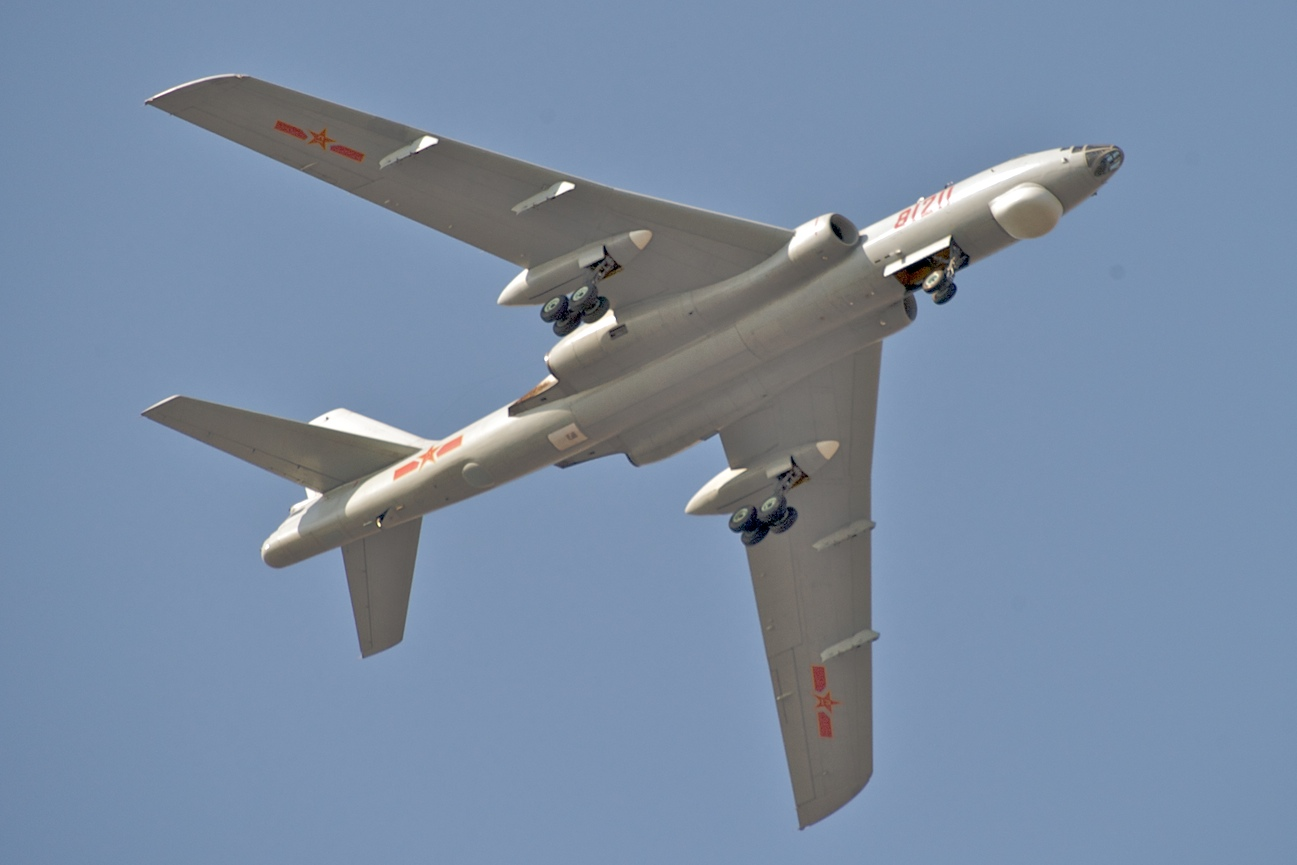
"إتش-6" تحلق فوق تشانغتشو

### H-6K

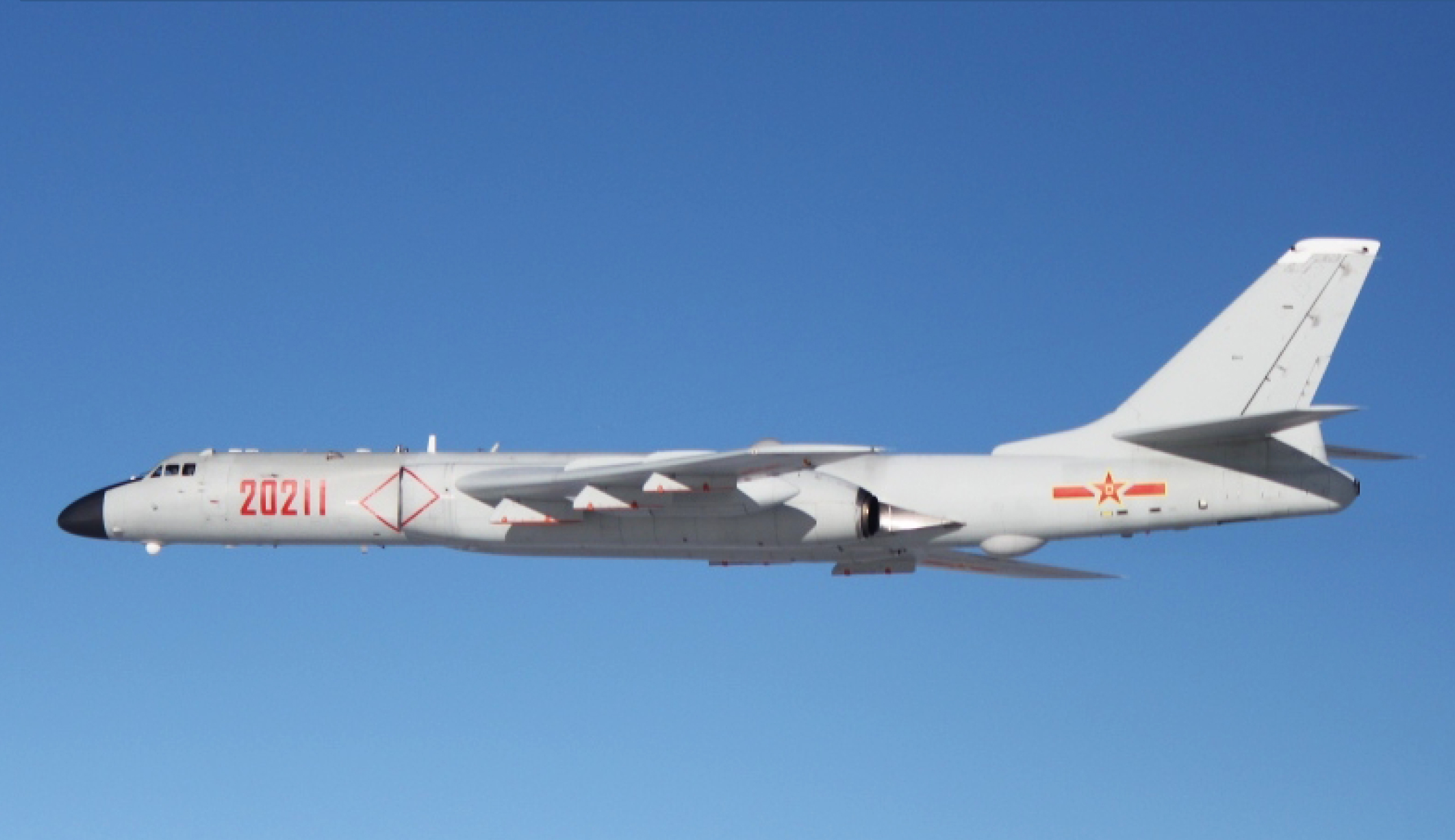
"إتش-6 كيه" في رحلة في عام 2015

## المتغيرات

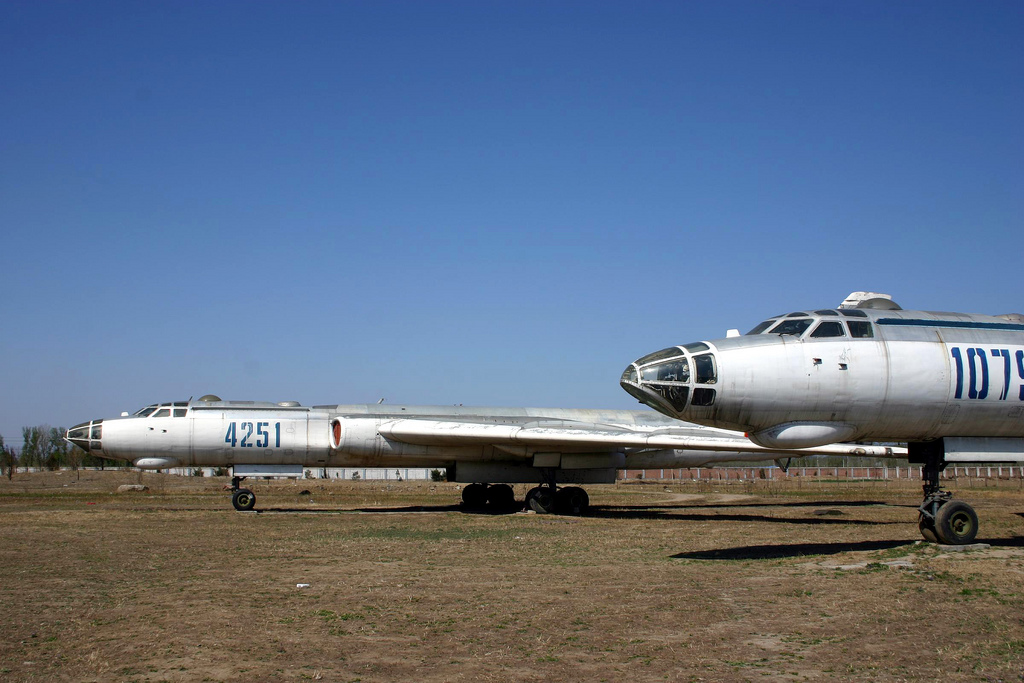
قاذفة القنابل (شيآن إتش-6) متحف الطيران الصيني في بكين

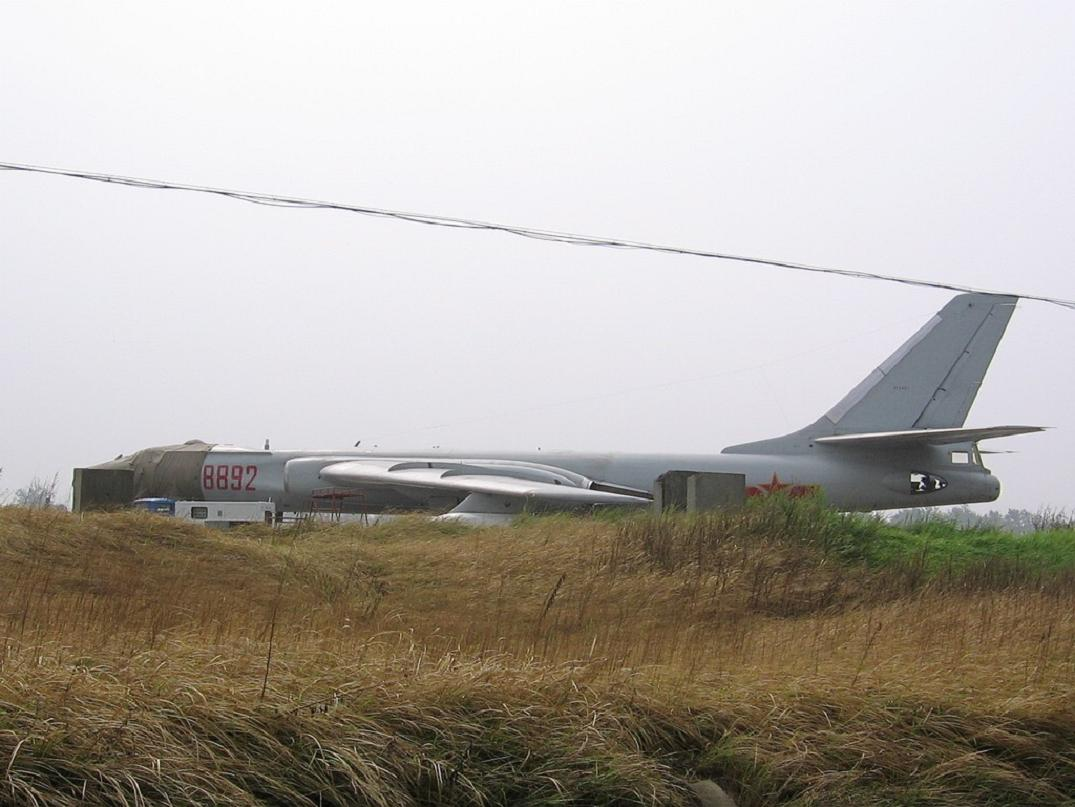
شيآن إتش-6 تابعة لسلاح جو جيش التحرير الشعبي الصيني

### إصدارات الإنتاج
- Xian H-6 — قاذفة تقليدية. توبوليف تو-16 تنتج بموجب ترخيص في الصين، أول طيران كان في عام 1959.[2] أجري النموذج الصيني أول اختبار لسلاح نووي جوي في 14 مايو 1965.
- Xian H-6A — قاذفة نووية.[2]
- Xian H-6B — استطلاع جوي. بديل.[2]
- Xian H-6C —.[2]
- Xian H-6D
- Xian H-6E — قاذفة نووية إستراتيجية مع تحسن جناح تدابير مضادة،[2]
- Xian H-6F —[2]
- Xian H-6G — [2]
- Xian H-6H — [2]
- Xian H-6M — [2][5]
- Xian HD-6 (Hongzhaji Dian-6)
- Xian H-6K

### إصدارات التزود بالوقود جوا

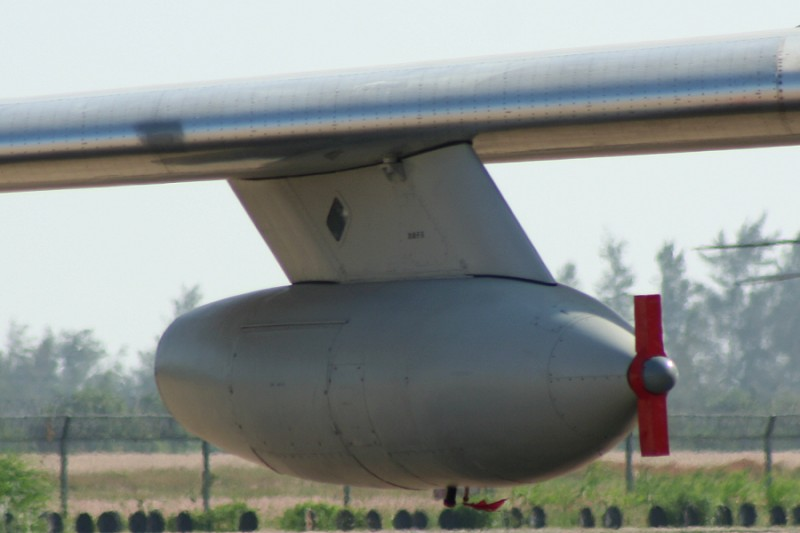
Under-wing التزود بالوقود جوا pods fitted to the H-6U tanker variant.

- Xian HY-6 (Hongzhaji You-6) —
- Xian HY-6U -[6] يشار إليه أيضا باسم H-6U
- Xian HY-6D -
- Xian HY-6DU -

### إصدارات التصدير
- Xian B-6D - نسخة التصدير من H-6D.

## المشغلين

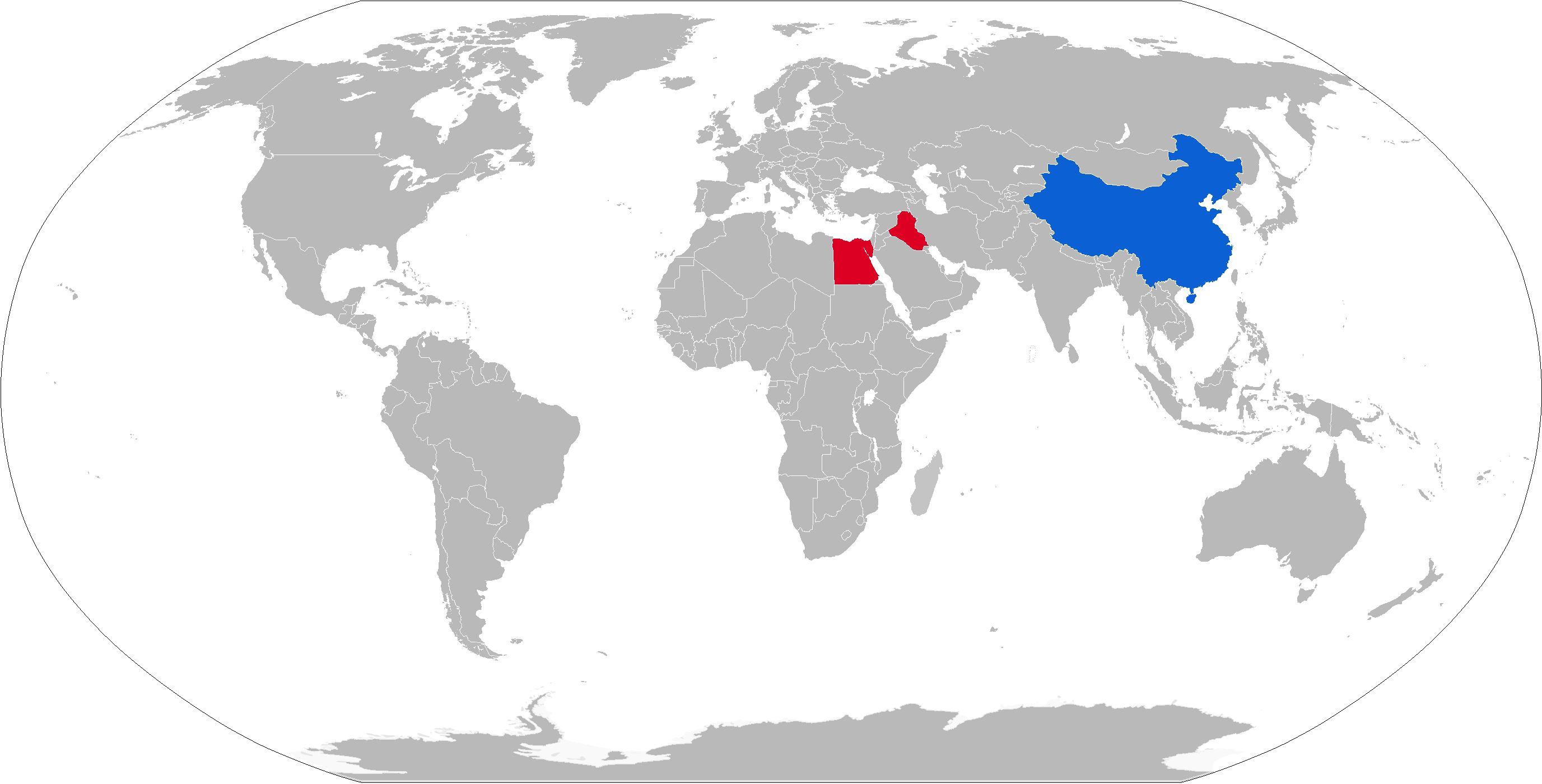
خريطة (شيآن H-6) المشغلين الحاليين تظهر باللون الأزرق والمشغلين السابقين باللون الأحمر

### المشغلين الحاليين
جمهورية الصين الشعبية
- سلاح جو جيش التحرير الشعبي - 140 طائرة من طرازات (H-6/H-6E/H-6F/H-6H/H-6K, و 10 H-6U) في الخدمة حتى عام 2014[7]
- بحرية جيش التحرير الشعبي - 30 H-6D في الخدمة في عام 2010[8]

### المشغلين السابقين
مصر
- القوات الجوية المصرية — بعض الطائرات من طراز "B-6" أستحوذ عليها بعد عام 1973 مع قطع غيار لأسطول طائرات توبوليف تو-16 المصري. تقاعدت الطائرة الأخيرة في 2000  [لغات أخرى]‏.[2]

 العراق إبان حكم حزب البعث
- القوة الجوية العراقية — أربعة (H-6D)، مسلحة بصواريخ C-601، تم الحصول عليها خلال حرب الخليج الأولى، واحدة منها على الأقل تم اسقاطها. وتم تدمير كل ما تبقى منها خلال حرب الخليج الثانية في عام 1991 وهي رابضة في قاعدة جوية قبل إقلاعها.[2]

## مواصفات (H-6)

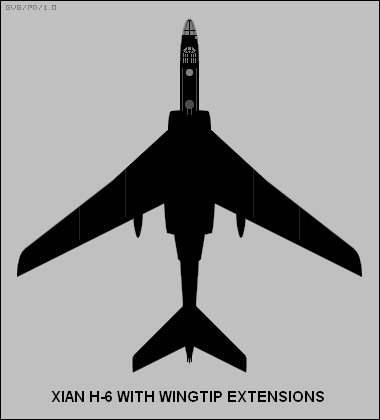
Line drawing of a H-6 with wing-tip extension

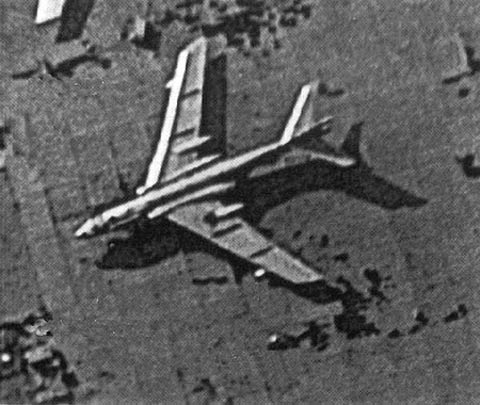
KH-11 image of a Xian H-6

البيانات من Sinodefence.com
الخصائص العامة
- الطاقم: 4
- الطول: 34.8 متر (114 قدم 2 بوصة)
- باع الجناح: 33.0 متر (108 قدم 3 بوصة)
- الارتفاع: 10.36 متر (34 قدم 0 بوصة)
- مساحة الجناح : 165 متر² (1,775 قدم²)
- الوزن فارغة: 37,200 كغم (82,000 رطل)
- الوزن محملة: 76,000 كغم (168,000 رطل)
- وزن الإقلاع الأقصى: 79,000 كغم (174,000 رطل)
- محرك الطائرة: 2 × Xian WP8 محرك نفاث عنفيs, 93.2 كيلو نيوتن (20,900 lbf) الواحد

الأداء
- السرعة القصوى: 1,050 كم / ساعة (567 عقدة, 656 ميل في الساعة)
- سرعة العبور: ماخ 0.75 (768 كم / ساعة, 477 ميل في الساعة)
- مدى (طائرة): 6,000 كم (3,200 nm, 3,700 ميل)
- المدى القتالي: 1,800 كم (970 nm, 1,100 ميل)
- سقف الخدمة: 12,800 متر (42,000 قدم)
- حمولة الجناح: 460 كغم/متر² (94 رطل/قدم²)
- دفع/وزن: 0.24